# Le Désert de la peur
Pour le film américain dont le titre alternatif est Le Désert de la peur, voir Une corde pour te pendre.
Pour plus de détails, voir Fiche technique et Distribution.
Le Désert de la peur (Ice Cold in Alex) est un film britannique réalisé par J. Lee Thompson, sorti en 1958.

## Synopsis
Lors de la Seconde Guerre mondiale, une unité médicale doit traverser le Sahara pour rejoindre les troupes britanniques basées à Alexandrie.

## Fiche technique
- Titre : Le Désert de la peur
- Titre original : Ice Cold in Alex
- Autre titre : Desert Attack
- Réalisation : J. Lee Thompson
- Scénario : T. J. Morrison et Christopher Landon d'après son roman
- Musique : Leighton Lucas
- Photographie : Gilbert Taylor
- Montage : Richard Best
- Production : W. A. Whittaker
- Société de production : Associated British Picture Corporation
- Pays :  Royaume-Uni
- Genre : Aventure, drame et guerre
- Durée : 130 minutes
- Dates de sortie : 
  -  Royaume-Uni : 27 juin 1958
  -  France : 15 mai 1959

## Distribution
- John Mills : le capitaine Anson
- Sylvia Syms : sœur Diana Murdoch
- Anthony Quayle : le capitaine van der Poel
- Harry Andrews : Pugh
- Diane Clare : sœur Denise Norton
- Richard Leech : le capitaine Crosbie
- Liam Redmond : le brigadier
- Allan Cuthbertson : l'officier d'état-major

## Distinctions
Le film a été nommé pour quatre BAFTA.